# بسيتين (الريف الغربي)
بسيتين (بالفارسية: بسیطین) هي منطقة سكنية تقع في إيران في قسم الريف الغربي الريفي. يقدر عدد سكانها بـ 66 نسمة بحسب إحصاء 2016.